# Натано, Каусеа
Каусеа Натано (англ. Kausea Natano; род. 5 июля 1957, Фунафути) — тувальский политический и государственный деятель, 13-й премьер-министр Тувалу (2019—2024), беспартийный. В прошлом — член парламента от атолла Фунафути, заместитель премьер-министра страны и министр связи в правление премьер-министра Вилли Телави.

## Политическая карьера
Впервые был избран в парламент Тувалу в 2002 году. До выборов 2006 года состоял в оппозиции. На выборах 2006 года был переизбран в парламент Тувалу и получил 340 голосов; был назначен министром коммунального хозяйства и промышленности в кабинете премьер-министра Аписаи Иелемии.
На всеобщих выборах 2010 года был повторно избран в парламент. Баллотировался на пост премьер-министра и получил семь голосов от депутатов, потерпев поражение от Маатиа Тоафа, получившего 8 голосов. В декабре 2010 года, после свержения правительства Маатиа Тоафа в результате вотума недоверия, премьер-министром стал Вилли Телави. 24 декабря 2010 года Натано был назначен министром связи. Он также был назначен заместителем премьер-министра. 
После смещения премьер-министра Телави во время политического кризиса 2013 года, был отстранён от должности.  Переизбирался в парламент на всеобщих выборах 2015 и 2019 годов. 
По итогам парламентских выборов в Тувалу в 2019 году большинством голосов парламента Каусеа Натано был избран премьер-министром. 
Некоторое время был директором таможни Тувалу и помощником секретаря в министерстве финансов и экономического планирования. 
10 ноября 2023 года Натано подписал Союз Фалепили, двусторонние дипломатические отношения с Австралией, в соответствии с которыми Австралия увеличит свой вклад в Целевой фонд Тувалу и в TCAP. Австралия также предоставит гражданам Тувалу возможность мигрировать в Австралию, чтобы обеспечить тувалуйцам мобильность, связанную с изменением климата. 

## Личная жизнь
Женат на Селепе Каусеа Натано. 